# Ala-Säynelampi
Ala-Säynelampi är en sjö i kommunen Polvijärvi i landskapet Norra Karelen i Finland. Sjön ligger 94,8 meter över havet. Den är 15,68 meter djup. Arean är 61 hektar och strandlinjen är 6,72 kilometer lång. Sjön  ingår i Vuoksens huvudavrinningsområde.   Den ligger omkring 16 kilometer nordväst om Joensuu och omkring 370 kilometer nordöst om Helsingfors. 